# Meshcherskiy (Mondkrater)
Meshcherskiy ist ein Einschlagkrater auf der Mondrückseite. 
Der Krater liegt nordwestlich des riesigen Kraters Mendeleev, ostnordöstlich von Ostwald. Der Kraters ist in der nektarischen Periode entstanden, er ist jedenfalls älter als das Mendeleev-Becken.

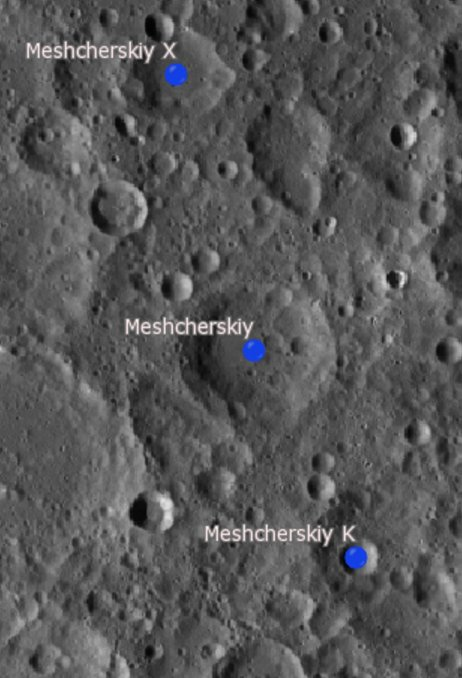
Meshcherskiy mit seinen Nebenkratern

Meshcherskiy hat zwei mit K und X bezeichnete Nebenkrater:
| Buchstabe | Position            | Durchmesser | Link |
| --------- | ------------------- | ----------- | ---- |
| K         | 9,07° N, 127,01° O  | 18 km       |      |
| X         | 16,15° N, 124,36° O | 40 km       |      |

Der Krater wurde 1970 von der IAU offiziell nach dem sowjetischen Mathematiker Iwan Wsewolodowitsch Meschtscherski benannt.